# Lundsgårdmeteoriten

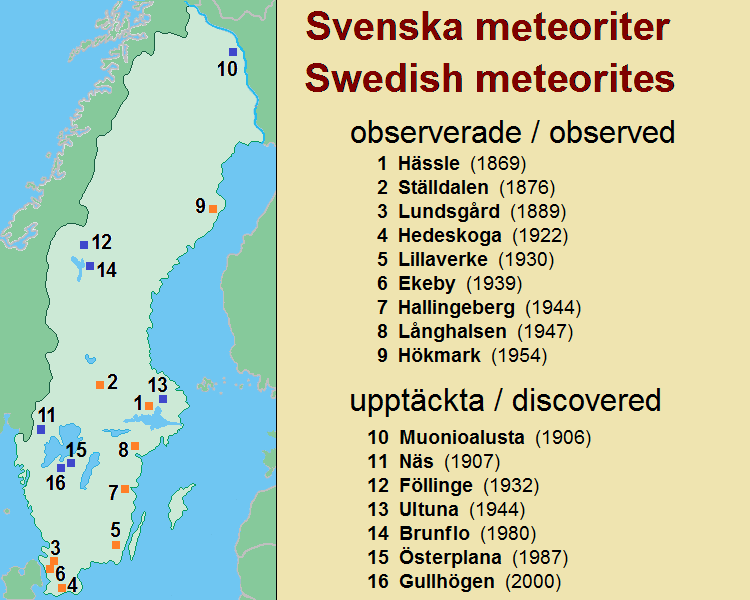
Karta över svenska meteoritnedslag, Lundsgård 1889 (nr 3)

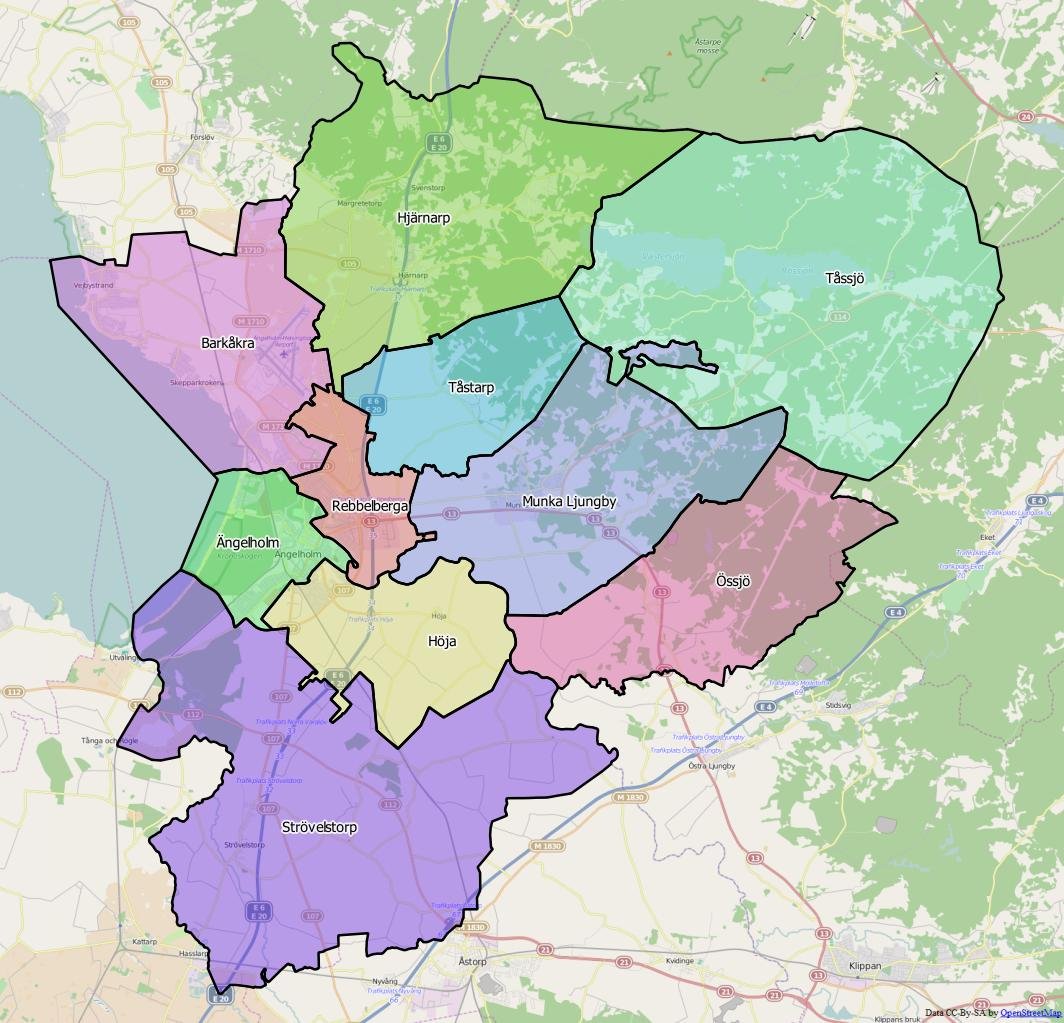
Strövelstorps distrikt, platsen för meteoroitnedslaget 1889.

Lundsgårdmeteoriten är en stenmeteorit som slog ner den 3 april 1889. Meteoriten är det tredje observerade meteoritnedslaget i Sverige.

## Nedslagsplatsen
Nedslaget skedde vid Lundsgård i Ausås socken beläget cirka 2 km sydöst om Strövelstorp i Ängelholms kommun i Skåne län.
Nedslaget skedde kring kl 20:30 efter att en ljusstark meteor hade observerats.
Fynden undersöktes senare bl.a. av engelske mineralogen George Thurland Prior.
1940 lämnade Assar Hadding en utförlig beskrivning (Geologiska Föreningen i Stockholm Förhandlingar, 1940, vol 62, nr 4, s 397-407), 1941 utgavs beskrivningen i bokform (Der Lundsgård-Meteorit).

## Meteoriten
Meteoriten är en stenmeteorit (Kondriter) och består till största delen av olivin och pyroxen.
Meteoritfyndet bestod av en enda sten och vikten uppskattas till cirka 11 kg.
De flesta delar förvaras idag på Naturhistoriska riksmuseet (Enheten för Mineralogi).